# Carl-Ivar Brändén
Carl-Ivar Brändén, född 14 maj 1934 i Södra Bergnäs i Arjeplogs församling, Norrbottens län, död 29 april 2004 i Gottsunda församling i Uppsala, var en svensk biolog, med specialitet på strukturbestämning av proteiner. Bland annat studerade han enzymet rubisco, som spelar en central roll i Calvincykeln. Han skrev också en lärobok om proteinstrukturer som blev en bestseller.
Brändén disputerade 1964 och var från 1972 professor i molekylärbiologi vid Sveriges lantbruksuniversitet. Han invaldes 1980 i Vetenskapsakademien och 1988 i Ingenjörsvetenskapsakademien. År 2004 utnämndes han till medicine hedersdoktor vid Karolinska institutet. Han var gift två gånger. Sonen Henrik Brändén är författare och debattör inriktad på biologi och politik.